# El nus del penjat
 El nus del penjat  (original: Hangman's Knot) és un western estatunidenc escrit i dirigit per Roy Huggins, estrenat el 1952. Ha estat doblat al català.

## Argument[2]
El 1865, un grup de soldats confederats conduïts pel Major Matt Stewart ataca una comitiva de la Unió que transporta or. Un supervivent entre les víctimes els diu que la guerra ha acabat fa un mes, el que fa d'ells uns criminals. S'adonen llavors que han estat desinformats pel cap del grup.
Decideixen guardar l'or per a ells, però la notícia de l'atac es propaga. Són perseguits per un grup d'homes que volen arrabassar-los el botí. Per escapar-se, s'apoderen d'una diligència en la qual es troben Molly Hull i el seu cortesà, Cass Browne. Després d'una persecució, es troben acorralats. Les tensions s'enceten entre els personatges mentre han de resistir als assalts dels seus perseguidors.

## Repartiment
- Randolph Scott: Matt Stewart
- Donna Reed: Molly Hull
- Lee Marvin: Rolph Bainter
- Claude Jarman Jr.: Jamie Groves
- Frank Faylen: Cass Browne
- Glenn Langan: Capità Petersen
- Richard Denning: Lee Kemper
- Jeanette Nolan: Mrs. Margaret Harris
- Clem Bevans: Plunkett
- Ray Teal: Quincey
- Guinn « Big Boy » Williams: Smitty
- Monte Blue: Maxwell
- John Call: Egan Walsh